# ミス・ピギー
ミス・ピギー（Miss Piggy）はテレビ番組『マペット・ショー』に登場する豚である。1976年にマペット・ショーでデビュー、歌姫のようなとても素晴らしい声をしており、空手の達人でもある。一人称は「私」。過去にはカーミットとの関係もあり、『マペットのめざせ!ブロードウェイ』ではカーミットと結婚したこともあるが、『The Muppets: A Celebration of 30 Years』では結婚は白紙に。マペットショー 第106話では、「ピギー・リー」という本名で呼ばれている。
このマペットは、フランク・オズが1976年から2000年、2002年まで演じていたが、2001年以降はエリック・ジェイコブソンが引き継いだ。

## 日本語吹替
※太字は専属声優
| 担当声優 | 担当時期        | 担当作品 | 備考 |  |
| -------- | --------------- | --- | ---- |  |
| 天地総子 | 1981年          | マペットの夢みるハリウッド（LD版） マペット・ショー |      |  |
| 小山茉美 | 1980年代        | マペットめざせブロードウェイ!（CBS/FOXビデオ版） |      |  |
| 不明     | 1986年          | マペット・ベイビーズ（パイロット版） |      |  |
| 梅津秀行 | 1993年 - 1998年 | マペットのクリスマス・キャロル マペットの宝島 |      |  |
| 小形満   | 1997年 - 継続中 | マペットの夢みるハリウッド（Disney+版） マペット放送局 ゴンゾ宇宙に帰る マペットのメリー・クリスマス マペットめざせブロードウェイ!（ソニー版） マペット大集合! 他多数 |      |  |
| 辻あゆみ | 2018年 - 2022年 | マペット・ベビー |      |  |